# 初來橋
初來橋為臺灣一座臺東縣海端鄉境內的重要聯繫橋梁，由海端鄉公所及交通部公路總局共同進行管理與維護。其橫跨於新武呂溪之上，是池上鄉進入南橫公路的重要橋梁。
該橋樑在2010年完工後，全長870公尺，最大淨寬12公尺，設有雙向快車道與慢車道，橋樑結構為鋼箱樑。昔日池上大橋在尚未興建完工時，位在上游的初來橋是做為台9線聯繫花東縱谷地區的橋梁，不僅是串起海端與池上的交通，也是當時池上唯一進入南橫公路的橋梁。

## 歷史
初來橋最初始建於1977年，而在2009年莫拉克風災後，行政院實施全國橋樑總體檢，由於初來橋橋齡已高達33年，加上早因橋寬不足，河床長年下刷，基礎裸露嚴重，危及橋樑安全，因此將其編入省道老舊受損橋樑緊急改建計畫，並於2009年7月起在初來橋原址旁動工改建。
初來橋工程包含橋梁RC結構、鋼構及橋面版、地面道路工程三大部份，三項主要部份分別施工，惟因初來橋主線高架橋樑P7~P11橋墩位置座落於既有新武呂溪行水區之上，又適逢汛期期間故須先行施作高灘地A1~P6墩柱基礎，以免影響前述整體施工時程，故後期施作台20線A1橋台引道道路，全長計200公尺。錦屏的防汛道路，全長計165公尺。台20甲線A2橋台引道道路，全長計300公尺。三項總工程經費斥資新台幣5億餘元。
初來橋新橋順利於2010年9月3日完工通車，而旁邊的舊橋基於通洪安全考量下，在45天內拆除完畢。

## 軼事
因名稱諧音「出來喬」（台灣閩南語中出來協調、協商之意思），引發網友熱議。

## 資料來源
1. 1 2  . 自由時報. 2010-09-03  [2014-12-05]. （原始内容存档于2014-12-07）.
2. ↑  .   [2014-12-05]. （原始内容存档于2014-12-07）.
3. ↑  .   [2014-12-05]. （原始内容存档于2014-12-08）.
4. ↑  . 交通部公路總局.   [2014-12-05]. （原始内容存档于2013-05-23）.
5. ↑  . 自由時報. 2022-07-29  [2025-02-04]. （原始内容存档于2025-02-04）.